# Phialacanthus
- Commons
- Wikispecies

Phialacanthus Benth., segundo o Sistema APG II, é um género botânico pertencente à família Acanthaceae.

## Espécies
Apresenta cinco espécies:
- Phialacanthus griffithii
- Phialacanthus major
- Phialacanthus minor
- Phialacanthus pauper
- Phialacanthus wrayi
- «Lista das espécies»

## Nome e referências
Phialacanthus Benth. Bentham ex & J.D. Hooker, 1876

## Classificação do gênero
| Sistema | Classificação                       | Referência            |
| ------- | ----------------------------------- | --------------------- |
| APG II  | Ordem Lamiales, família Acanthaceae | APweb, versão 9, 2008 |